# Helmsdale
Helmsdale est un village situé dans les Highlands, en Écosse. Il se trouve sur la côte est du Sutherland. Les plans de la ville actuelle sont dessinés en 1814 pour réinstaller les communautés qui ont été déplacées lors des Highland Clearances. 
Son un port de pêche est un estuaire sur la Helmsdale, et abritait à une époque la plus large flotte de bateau vouée à la pêche au hareng d'Europe. La rivière est également réputée pour la pêche.
Le village est situé sur la route A9, à la jonction avec l'A897, et a une gare sur la Far North Line. 
Le chanteur Edwyn Collins en est originaire.